# استعادة كلية

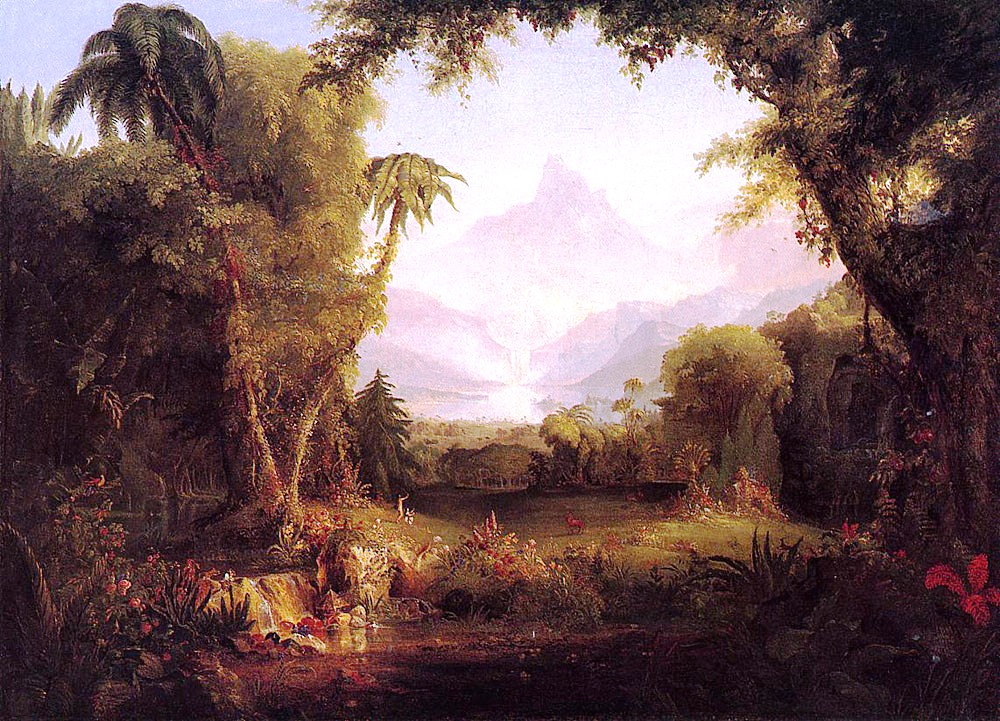

الاسترجاع النهائي أو الخلاصية الشمولية أو الاستعادة الكلية (باليونانية: ἀποκατάστασις، نقحرة: أبوكاتستاسيس) هي إعادة البناء أو الاسترجاع أو الاستعادة إلى الحالة الأصلية أو الأولية. يقسم تفسير الاستعادة الكلية إلى ثلاثة أنواع من الاسترجاع، استرجاع يتضمن الفرد الفاضل، واسترجاع يخص الطبيعة، واسترجاع القوى الشريرة في الروح. 

## مفاهيم

### الرواقية
وفقًا لإدوارد مور، وُضع أول تصور صحيح عن أبوكاتستاسيس (الاستعادة الكلية) في بدايات الفكر الرواقي، وتحديدًا من قبل كريسيبوس. عودة الكواكب والنجوم (استعادتها الكلية) إلى علاماتها السماوية الصحيحة، أي مواقعها الأصلية، ستشعل حريقًا كونيًّا (إكبيروسيس). اعتُقد بأن الموقع الأصلي يتكون من اتساق الأجرام السماوية مع مجموعة السرطان. ومن هنا فمن الحريق تبدأ إعادة الولادة، وهذه الدورة من الدمار وإعادة الخلق المتجددين كانت تنسب إلى الكلمة المقدسة. أنتابوكاتستاسيس هي عكس إعادة الحدوث وهي عندما تتسق النجوم والكواكب مع مدار الجدي، الذي يشكل علامة دمار العالم بطوفان شامل.
ربط الرواقيون زيوس بنار تتوسع وتتقلص باستمرار مشكّلةً الكون. وصف توسعها بأنه زيوس يدير أفكاره باتجاه الخارج، منتجًا خلق الكون، أما التقلص، الأبوكاتستاسيس، فهو زيوس يعود إلى التأمل الذاتي. استكشف لايبنيز كلًّا من الفهم الرواقي وفهمه هو لفلسفة أوريغن في مقالتين كتبهما قبل وفاته بقليل، أبوكاتستاسيس وأبوكاتستاسيس بانتون (1715).

### اليهودية
مفهوم «الاستعادة» أو «العودة» في العهد القديم العبري هو الفعل العبري الشائع  שוב، كما يظهر في ملاخي 4:6، الاستخدام الوحيد للفعل من «الاستعادة الكلية» يظهر في الترجمة السبعينية. يستخدم هذا في «استعادة» ثروات أيوب، ويستخدم أيضًا بمعنى إنقاذ أو إعادة الأسرى، وفي استعادة أورشليم (القدس).
هذا مشابه لمفهوم تيكون أولام في يهودية الحاسيديم. 

### العهد الجديد
الكلمة، أبوكاتستاسيس، تظهر مرة واحدة فقط في العهد الجديد، في سفر أعمال الرسل 3:21. عالج بطرس متسولًا ذا إعاقة ومن ثم خاطب الناظرين المندهشين. وضعت عظته يسوع في السياق اليهودي، محقق الميثاق الإبراهيمي، ويقول:
فتوبوا وارجعوا لتمحى خطاياكم لكي تأتي أوقات الفرج من وجه الرب. ويرسل يسوع المسيح المبشر به لكم قبل. الذي ينبغي أن السماء تقبله إلى أزمنة رد كل شيء التي تكلم الله عنها بفم جميع أنبيائه القديسين منذ الدهر.
-       سفر الأعمال الإصحاح الثالث: 19-21.
النظرة المعتادة المأخوذة عن استخدام بطرس لـ «أبوكاتستاسيس كل شيء الذي تكلم عنه الرب» هو أنها إشارة إلى استعادة مملكة إسرائيل و/أو جنة عدن وليس «كل شيء وجد على الإطلاق».
الفعل من أبوكاتستاسيس يوجد في ملاخي الترجمة السبعينية (ملاخي 4:6)، نبوءة إيليا الذي يعيد قلوب الأطفال إلى آبائهم؛ في متى 17:11 («سيأتي أولًا ويرد كل شيء») إعادةً لما قيل في ملاخي، وفي الرسالة إلى العبرانيين 13:19 («لكي أرد إليكم بأكثر سرعة»).
فسر عالم اللاهوت الألماني للقرن التاسع عشر جاكوب إيكرمان ««أبوكاتستاسيس كل شيء» بأنه يعني التصويب العالمي للدين بتعاليم المسيح، و«أزمنة الاستعادة» بأنها يوم التجديد، أزمنة المسيح».